# Rhinagrion macrocephalum
Rhinagrion macrocephalum – gatunek ważki z rodziny Philosinidae. Występuje na Sumatrze oraz w malezyjskiej części Półwyspu Malajskiego (być może także na przyległym obszarze należącym do Tajlandii, ale jak dotąd brak stwierdzeń).